# Campeonato de Rugby League de Oriente Medio-África 2022
El Campeonato de Rugby League de Oriente Medio-África (Middle East-Africa Rugby League Championship) de 2022 fue la tercera edición del torneo de Rugby League.
Se disputó en el University of Ghana Sports Grounds de Acra, Ghana.

## Equipos
- Camerún
- Ghana
- Kenia
- Nigeria

## Desarrollo

### Semifinales
| 27 de septiembre | Kenia | 26 - 6 | Ghana |  |  |

| 27 de septiembre | Camerún | 2 - 36 | Nigeria |  |  |

### Tercer Puesto
| 2 de octubre | Ghana | 0 - 16 | Camerún |  |  |

### Final
| 2 de octubre | Kenia | 4 - 30 | Nigeria |  |  |

| Bandera de Nigeria |
| Campeón Nigeria    |
| Segundo título     |